# Gyllenborg
Gyllenborg var en svensk grevlig ätt nummer 42 som stammade från borgmästaren Johan Wolimhaus (död 1622) i Königsee, Thüringen, vars son Simon Wolimhaus (1601–1658) blev apotekare, inkallad 1624 till Sverige av Gustav II Adolf och grundade 1628 på dennes anfordran i Uppsala Sveriges första akademiapotek, benämnt Kronan. Av de båda sönerna i hans andra äktenskap blev Jakob Gyllenborg adlad 1680, friherre 1689 och greve 1695, medan andre, Anders Wolimhaus, blev stamfar för grevliga ätten Leijonstedt. Ätten utslocknade år 1863.
Bland ättens medlemmar återfinns:
- Jakob Gyllenborg (1648-1701), statsman och vitterhetsidkare
- Olof Gyllenborg (1676-1737) ämbetsman och vitterhetsidkare
- Carl Gyllenborg (1679-1746), ämbetsman, diplomat, politiker och författare
- Johan Gyllenborg (1682-1752) riksråd
- Fredrik Gyllenborg (1698-1759), domare
- Henning Adolf Gyllenborg (1713-1775), riksråd
- Jacob Johan Gyllenborg (1721-1788), jurist, landshövding
- Sofia Emerentia Gyllenborg (1727-1783), abbedissa
- Gustaf Fredrik Gyllenborg (1731-1808), författare, ledamot av Svenska akademien
- Carl Johan Gyllenborg (1741-1811), jurist och landshövding
- Gustaf Adolf Gyllenborg (1743-1789), jurist och assessor
- Johan Henning Gyllenborg (1756-1830) politiker
- Fredrik Gyllenborg (1767-1829), justitiestatsminister